# Leptobrachium buchardi
Espèce
Statut de conservation UICN

 DD  : Données insuffisantes
Leptobrachium buchardi est une espèce d'amphibiens de la famille des Megophryidae.

## Répartition
Cette espèce est endémique de la province de Champassak dans le sud du Laos. Elle se rencontre entre 920 et 1 250 m d'altitude,.

## Étymologie
Cette espèce est nommée en référence à Michel Buchard, mécène de l'expédition qui a permis de découvrir cette espèce.

## Publication originale
- Ohler, Teynié & David, 2004 : A green-eyed Leptobrachium (Anura: Megophryidae) from southern Laos. The Raffles Bulletin of Zoology, vol. 52, no 2, p. 695-700 (texte intégral).